# ويليام ك. هانسن
ويليام ك. هانسن (بالإنجليزية: William C. Hansen)‏ هو سياسي أمريكي، ولد في 4 يوليو 1891. حزبياً، نشط في الحزب الديمقراطي. وقد انتخب عضو مجلس ولاية ويسكونسن.